# MusicOMH

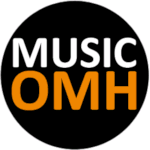
Logotipo da revista eletrônica britânica "musicOMH".

musicOMH é uma revista eletrônica britânica especializada em música. Oferece comentários sobre álbuns e videoclipes, além de sugestões sobre óperas, teatros e cinemas. O conteúdo é apenas para o Reino Unido, ainda que os comentários musicais sejam sobre artistas internacionais.